# Pantoporia jobina
Pantoporia jobina är en fjärilsart som beskrevs av James John Joicey och Talbot 1916. Pantoporia jobina ingår i släktet Pantoporia och familjen praktfjärilar. Inga underarter finns listade i Catalogue of Life.